# Chlorophorus nepalensis
Chlorophorus nepalensis är en skalbaggsart som beskrevs av Hayashi 1979. Chlorophorus nepalensis ingår i släktet Chlorophorus och familjen långhorningar.
Artens utbredningsområde är Nepal. Inga underarter finns listade i Catalogue of Life.